# Skärgårdsslaget vid Strömstad
Skärgårdsslaget vid Strömstad var ett slag under det Dansk-svenska kriget 1808-1809 där Sverige besegrade Danmark. Slaget som utkämpades den 28 april 1808 var en av de sista sjöstrider i historien mellan norrmän och svenskar. Efter det dansk-norska krigsförklaringen den 14 mars 1808 mobiliserade de dansk-norska myndigheterna det norska försvaret på sammanlagt 36.000 män, men bara en liten del sattes in för att försvara Sverige.
Kommendör Lorents Fisker som vid krigsutbrottet utsågs till chef för den norska sjöförsvaret, samlade 30 kanonbåtar vid Hvaleröarna att försvara sjövägen mot Østfold. Under de första veckorna skickade Fisker ut mindre truppstyrkor som landsteg ett flertal gånger i norra Bohuslän. Vid en nattlig räd söder om Svinesund togs 18 svenskar till fånga utan motstånd av en löjtnant Ager.
Med cirka 24 till 27 kanonbåtar, troligen 11 kanonjollar och 13 till 16 kanonslupar, med en besättning på över 1000 män och 37 kanonpjäser och 40 lättare artilleripjäser, rekognoserade Fisker kustområdena längs norra Bohuslän. Den 27 april begav sig Fisker till farvattnen utanför Strömstad eftersom han hade erhållit rapporter om att svenskarna samlade mindre styrkor med kanonbåtar till den strategiskt viktiga hamnstaden.

## Sjöslaget
På morgonen den 28 april gick den norska skärgårdsflottan till anfall mot Strömstad för att förstöra de viktiga svenska förråden och kanonbåtarna samt fördriva de svenska trupper som bevakade förråden. Kapten Nordberg hade förutsett detta och upprättat ett landbatteri vid Furuholm som skyddade inloppet till hamnen. Där är sundet mellan Furuholm och Killingholm cirka 200 meter brett.
Nordberg kastade loss med fem kanonslupar som ryckte fram till mitten av inloppet vid Furuholm. De hade valt en bra plats för försvaret av ingången, och tillsammans med landbatteriet kunde de hålla stånd med en våldsam stor överlägsenhet. I de trånga farvattnen mäktade inte norrmännen att fortsätta mot den starka svenska eldgivningen. Trots att norrmännens överlägsna styrkeantal medgav inte de rådande förhållandena att de kunde utnyttja detta faktum.
Efter en och en halvtimmes strid måste norrmännen dra sig tillbaka med sina skadade kanonbåtar och en förlust på sju döda och fyra allvarligt skadade. De svenska förlusterna uppgick till fyra döda och 15 sårade.
Rollerna blev ombytta en månad senare i slaget vid Hvaleröarna, där 30 svenska kanonbåtar blev stoppade och tillbakaslagna av sex norska kanonbåtar.